# Carpobrotus
Carpobrotus és un gènere de plantes amb fulles suculentes i grans flors. El nom es refereix als fruits comestibles: prové del grec karpos (fruit) i brota (comestible). En català s'anomenen bàlsam, patates fregides, corre-corre o ungla de moix o de gat. Hi ha devers vint-i-cinc espècies en aquest gènere, que es distribueixen arreu del món. La majoria d'elles són de Sud-àfrica, però una espècie n'és d'Amèrica del Sud i quatre en són d'Austràlia. Hi ha espècies de creixement molt ràpid, sovint considerades com a planta invasora d'ecosistemes. A la zona Mediterrània, una varietat d'aquest gènere (Carpobrotus edulis), introduïda inicialment per als jardins, s'ha assilvestrat, ha proliferat bastant i actualment amenaça la flora autòctona. En els darrers temps algunes poblacions al·lòctones de l'Empordà han estat objecte de control per tal d'erradicar-les.